# Yvonne Kunze
Yvonne Kunze (* 5. Januar 1978 in Radebeul) ist eine ehemalige deutsche Shorttrackerin. Sie gewann insgesamt vier Bronzemedaillen bei Europameisterschaften und nahm an drei Olympischen Spielen teil.

## Karriere
Bereits mit vier Jahren stand Kunze erstmals auf Schlittschuhen. Sie war zunächst im Eiskunstlaufen aktiv, ehe sie zum Eisschnelllaufen auf die Langbahn wechselte. Seit dem Jahr 1992 startete sie schließlich im Shorttrack für den Verein ESC Dresden, dessen Shorttracker und Eisschnellläufer ab 2001 als EV Dresden einen eigenständigen Verein bildeten. Ihre erste internationale Meisterschaft erlebte sie bei der Juniorenweltmeisterschaft 1995, dort erreichte sie als bestes Resultat über 1500 m das Halbfinale. Bereits ein Jahr später startete sie in Den Haag erstmals auch bei der Weltmeisterschaft im Erwachsenenbereich, schied jedoch über alle Distanzen nach den Vorläufen aus. Im folgenden Jahr 1997 erreichte Kunze erste Erfolge. Bei der ersten Austragung der Europameisterschaft in Malmö erreichte sie über 500 m und 1500 m das Halbfinale, mit der Staffel gewann sie mit Bronze ihre erste internationale Medaille. Bei der Weltmeisterschaft in Nagano erreichte sie über 1500 m ebenfalls das Halbfinale. Kunze qualifizierte sich für die Olympischen Spiele 1998 in Nagano. Über 500 m und 1000 m schied sie im Vorlauf aus, mit der Staffel belegte sie Rang acht.
Die Weltmeisterschaft 1999 in Sofia wurde Kunzes erfolgreichste. Über 1500 m erreichte sie das Finale und wurde Sechste, im Mehrkampf belegte sie Rang acht. Im Oktober 1999 debütierte sie schließlich im Weltcup, ohne jedoch vordere Platzierungen zu erreichen. Kunze konnte bei der Europameisterschaft 2000 in Bormio ihre nächsten Erfolge feiern. Während sie über 1500 m und 3000 m das Podium als Vierte noch knapp verpasste, erreichte sie über 1000 m den dritten Platz und damit auch ihre erste Podiumsplatzierung in einem Einzelrennen. Ihr nächstes sportliches Highlight war der erneute Gewinn einer Bronzemedaille bei der Europameisterschaft 2002 in Grenoble, diesmal in der Staffel. Kunze nahm in Salt Lake City an ihren zweiten Olympischen Spielen teil. Über 500 m und 1000 m erreichte sie diesmal das Viertelfinale, über 1500 m war nach dem Vorlauf Endstation. Mit der Staffel wurde sie erneut Achte.
In der Saison 2002/03 erreichte Kunze in Moskau über 1500 m und 3000 m erstmals im Weltcup ein Finale. Sie erreichte bei der Europameisterschaft in Sankt Petersburg abermals einen dritten Platz, diesmal im 3000-m-Superfinale. Bei den letzten beiden Weltcups der Saison konnte Kunze in vier weitere Finals einziehen, verpasste ihre erste Weltcup-Podestplatzierung aber knapp. Im Gesamtweltcup und im 500-m-Disziplinweltcup wurde sie Achte. In der folgenden Saison 2003/04 konnte sich Kunze im Weltcup nicht steigern und verpasste weitere Finalteilnahmen. Sie war aber bei der Europameisterschaft in Zoetermeer in der Staffel erfolgreich und fügte ihrer Medaillenbilanz eine weitere Bronzemedaille hinzu. In der Saison 2004/05 platzierte sich Kunze schließlich erstmals auf dem Weltcuppodest. In Hartford wurde sie in der Staffel Zweite. Weitere Erfolge erzielte sie wieder bei der Europameisterschaft in Turin. Dort belegte sie im Mehrkampf Rang sechs und gewann in der Staffel ihre EM-Bronzemedaille Nummer vier. Über 1000 m erreichte sie zudem erneut einen dritten Platz. In ihrer letzten Saison 2005/06 erreichte Kunze mit der Staffel zum zweiten Mal das Podest im Weltcup. Das deutsche Quartett wurde in Heerenveen Zweiter und qualifizierte sich damit auch für die Olympischen Spiele in Turin. Bei ihrer dritten und letzten Olympiateilnahme überraschte Kunze als Siebte über 1000 m positiv. Mit der Staffel wurde sie zudem Sechste. Ihre letzte internationale Meisterschaft erlebte sie schließlich bei der Weltmeisterschaft in Minneapolis. Als bestes Resultat erreichte sie dort noch einmal über 1500 m das Halbfinale.
Nach der Saison beendete Kunze ihre aktive Karriere. Heute arbeitet sie ehrenamtlich als Shorttrack-Trainerin in München. Sie hat eine Ausbildung bei der Bundespolizei abgeschlossen.

## Persönliche Bestzeiten
- 500 m 44,701 s (aufgestellt am 22. Januar 2000 in Bormio)
- 1000 m 1:31,267 min (aufgestellt am 12. Februar 2005 in Spišská Nová Ves)
- 1500 m 2:26,842 min (aufgestellt am 3. Dezember 2004 in Saguenay)
- 3000 m 5:30,325 min (aufgestellt am 19. Januar 2003 in Sankt Petersburg)